# Odljev mozgova
Odljev mozgova je oblik emigracije koji se odnosi na odlazak studenata ili znanstvenika u strane zemlje zbog stručnog usavršavanja odnosno pronalaska posla. Osnovni preduvjeti za fenomen odljeva mozgova su manjak mogućnosti zapošljavanja zbog gospodarsko-političkih okolnosti ili pak višak radne snage.
Odljevi mozgova u Europi mogu se podijeliti u dvije skupine: Prvi je egzodus visokoobrazovanih znanstvenika iz Zapadne Europe uglavnom u SAD, a druga je migracija kvalificiranih osoba iz 'Središnje' i 'Jugoistočne Europe u zapadnu Europu.  
Razlozi za odlazak mogu biti primjerice:
- Razlika u dohodcima,
- Profesionalnih mogućnosti
- Premalo inovacija u zemlji,
- Naprednije obrazovanje u inozemstvu
- Nedostatak zapošljavanje kvalificirane radne snage u zemlji,
- Tehnološki napredak u inozemstvu
- Politička razjedinjenost i nestabilnost u zemlji,
- Diskriminacija u zemlji.